# Bucu
Bucu es una isla elevada rodeada por los rios Trave y Wakenitz en Lübeck, Alemania. También es el nombre de un castillo medieval eslavo, hoy en ruinas, en la isla. El Conde Adolfo II de Holstein fundó Lübeck en la isla en 1143. El Burgkloster o monasterio fortificado de Lübeck está situado encima de las ruinas de Bucu. "Bucu" es también el nombre de una colina.